# نسموط
نسموط (به عربی: نسموط) یک شهرداری در الجزایر است که در استان معسکر واقع شده‌است. نسموط  ۴٬۴۱۴ نفر جمعیت دارد.